# 袁叔明
袁炳，《梁书》作袁照，字叔明，《南史》作仲明，南北朝南齐学者，出自陈郡袁氏。
袁叔明有文学之才，被袁粲所知。袁叔明著《晋书》，没有写成就去世了。他是范云的姑父。范云六岁跟从他读《毛诗》，日诵九纸，昼夜不怠。殷琰通过袁叔明见到范云赞叹他是“公辅才也”。袁叔明抚摸范云的后背说：“卿精神秀朗而勤于学，卿相才也。”